# Agrodiaetus ex
Agrodiaetus ex är en fjärilsart som beskrevs av Forster 1956. Agrodiaetus ex ingår i släktet Agrodiaetus och familjen juvelvingar. Inga underarter finns listade i Catalogue of Life.